# Rankine
Rankine är en skala för temperaturer. Den är uppkallad efter den skotske ingenjören William John Macquorn Rankine, som presenterade den 1859.
Rankine-skalan utgår från absoluta nollpunkten och påminner således om sättet att ange temperaturer i kelvin. Det som utmärker skalan är att den använder fahrenheitgrader som enhet. Denna enhet betecknas °Ra i angivelser på Rankine-skalan. 
Absoluta nollpunkten 0 °Ra är −459,67 °F. Celsiusskalans 0° och 100° motsvaras av 491,67 °Ra resp. 671,67 °Ra.
Även beteckningen °R har använts för enheten °Ra. Den kan dock leda till sammanblandning mellan skalorna Rankine och Réaumur.